# طوابع البريد والتاريخ البريدي لمالي
هذا مسح للطوابع البريدية والتاريخ البريدي في مالي.
مالي دولة غير ساحلية تقع في غرب أفريقيا تحدها الجزائر شمالًا والنيجر شرقًا وبوركينا فاسو وكوت ديفوار جنوبًا وغينيا جنوبًا والسنغال وموريتانيا غربًا. وتبلغ مساحتها ما يزيد قليلًا عن مليون ومئتي ألف نسمة. كيلومتر مربع ويبلغ عدد سكانها أكثر من 14 مليون نسمة وعاصمتها باماكو.
تأسست جمهورية مالي في سبتمبر/أيلول 1960 وتشغل مساحةً تقارب مساحة السودان الفرنسي السابق. وقد حلت محل اتحاد مالي السابق الذي لم يدم طويلًا بين السودان الفرنسي والسنغال.

## قبل عام 1959
من عام ١٨٩٤ إلى عام ١٩٠٢ استخدمت مستعمرة السودان الفرنسي الإصدارات العامة للمستعمرات الفرنسية (ألفيوس دوبوا وطوابع المجموعة) مع اسم المستعمرة. في عام ١٩٠٣ حُمّلت طوابع المجموعة "السنغال والنيجر" الاسم الجديد للمستعمرة. في عام ١٩٠٦ صدرت طوابع جديدة تحمل اسم "السنغال العليا والنيجر" وهي دولة تأسست عام ١٩٠٤ مع رسوم توضيحية متنوعة تتضمن شخصيات استعمارية : الجنرال لويس فيديرب والحاكم العام نويل بالاي عام ١٩٠٦ وفارس من الطوارق عام ١٩١٤. أصبحت جميع طوابع هذه المستعمرة المذكورة أعلاه بأسمائها المتتالية نادرة الاستخدام حتى عام ١٩٢٠.
في عام 1920 أصبحت السنغال العليا والنيجر السودان الفرنسي وأصبحت بعض مناطقها فولتا العليا والنيجر. كانت طوابع فرسان الطوارق تستخدم على نطاق واسع في هذه المستعمرات الثلاث حتى أواخر عشرينيات القرن العشرين. من عام 1931 إلى عام 1944 كانت الموضوعات هي المعرض الاستعماري لعام 1931 وبيير وماري كوري والمستكشف رينيه كاييه أو ذكرى اقتحام الباستيل. لكن موضوعات إصدارات عام 1931 أصبحت الأكثر شيوعًا. وهي تشمل خادمة حليب فولانية وباب مقر إقامة جينيه وقارب على نهر النيجر. من عام 1944 إلى عام 1959 استخدمت إصدارات غرب إفريقيا الفرنسية في السودان الفرنسي.

## اتحاد مالي
صدرت أولى طوابع اتحاد مالي في 7 نوفمبر 1959. في عام 1959 وأوائل عام 1960 صدرت تسعة طوابع باسم اتحاد مالي الذي لم يدم طويلًا والذي كان يتكون من السنغال والسودان الفرنسي. تصور هذه الطوابع رموز الاتحاد بسلسلة من الأسماك وإصدار مشترك مع بعض المستعمرات الفرنسية السابقة الأخرى في إفريقيا. ولكن سرعان ما نشأت توترات بين دولتي الاتحاد الجديد. انفصلت السنغال بعد ذلك بينما احتفظت السودان السابقة باسم مالي بالإضافة إلى استخدام طوابع الاتحاد. تُعد طوابع الاتحاد المنحل نادرة على الرسائل خاصة أنه في عام 1961 طُبع فوق المخزون المتبقي "جمهورية مالي".

## جمهورية مالي
صدرت أولى طوابع جمهورية مالي في سبتمبر 1960. كان أول إصدارين حاسمين لرئيسي جمهورية مالير : مامادو كوناتي وموديبو كيتا والثالث يمثل ذكرى الاستقلال. مثل طابع مالي القضايا المحلية بما في ذلك الأنشطة الاقتصادية والنباتات والحيوانات والتقاليد. سرعان ما ظهرت القضايا الدولية : الألعاب الأولمبية والذكرى السنوية لرؤساء الولايات المتحدة. منذ عام 1964 أدت المبادرات للتغلب على الجراد إلى ثلاثة إصدارات.

## الروابط خارجية
- http://www.philatelicdatabase.com/africa/stamps-mali-timbuktu-africas-cultural-treasure/